# بدر الدين الشماخي
بدر الدين الشماخي هو بدر الدين أبو العباس أحمد بن سعيد بن عبد الواحد الشماخي، مؤرخ، من علماء الإباضية في المغرب. له كتاب (السير) في تاريخ الاباضة، و«شرح مختصر العدل والإنصاف» في أصول الفقه، و«شرح متن العقيدة» 

## سيرة
ولد في أربعينيات القرن التاسع الهجري في يفرن بجبل نفوسة من أعمال طرابلس الغرب بليبيا وتوفي عام 928 هـ بجربة، ودفن بحومة تِيواجِين بجربة بتونس. اشتهر كثيرا بمؤلفه «السير» الذي يعد «إحدي الحلقـات الأخـيرة لسلسـلة مـن المصنفات في هذا الباب، التي عنيت بتـاريخ المجموعـات الإباضـية وتـراجم أعلامهـا حيـثما وجدوا».
درس قي تِطَّاوِين وتَلاَلْت، بِجَبَل دمَّر في تونس، وأخذ عن أبو عفيف صالح بن نوح التندميرتي، والشيخ البيدموري، وأبو زكريا يحيى بن عامر، ونقل كذلك عن محمد بن عبد الله السمائلي.

## تلاميذه
من تلاميذه الشيخ أبي يحيى زكريا بن إبراهيم الهواري،

## مؤلفاته
ألف في عدة علوم:
- مقدمة في أصول الفقه وشرحها. التي اختصرها من كتاب العدل والإنصاف لشمس الدين أبو يعقوب الوارجلاني.
- مقدمة الأصول على اسم الجلالة واشتقاقه
- كتاب سير المشايخ
- الحاشية على مقدمة التوحيد
- إعراب الدعائم سماه (إعراب مشكل الدعائم) لابن النضر العماني
- شرح على مرج البحرين لشمس الدين أبي يعقوب الوارجلاني، في علم المنطق، والحساب، والهندسة
- إعراب القرآن الكريم
- شرح عقيدة التوحيد" لعمرو بن جميع
- شرح على متن الديانات في علم الكلام
- أجوبة فقهية" كثيرة، منها جواب في مسألة الحبس سأله عنها الشيخ أبو القاسم بن صالح التندميرتي.
- رسالة الردّ على صولة الغدامسي
- مؤلَّفات أخرى في الفروع الفقهية وفي مختلف الفنون والعلوم.